# Grup 62
El Grup 62 és un conglomerat de segells editorials, amb altres negocis del món cultural (com una distribuïdora i una logística pròpies). El president del Consell d'administració és, des de 2014, Josep Ramoneda.

## Història
El 1962, Max Cahner i Eulàlia Duran van crear Edicions 62, volent aportar un catàleg modern, general i universal d'obres en català. Dos anys més tard, el 1964, es va crear Ediciones Península, per publicar llibres en llengua castellana dintre el gènere de la no ficció. A partir d'aquí va néixer el grup, que va anar incorporant i creant nous segells.
A partir dels 2000 el grup pateix una nova crisi econòmica que provoca que la Caixa de Pensions acabi comprant accions progressivament fins a dominar el 56% de l'accionariat, incorporant un nou equip directiu format per Rosa Cullell (consellera delegada) i Pere Sureda (director general). Es van crear noves editorials i es va incrementar el percentatge de llibres en llengua castellana. El 2003 Ernest Folch fou nomenat director general del projecte.
El 2006 el Grup Enciclopèdia i el Grup Planeta entren a l'accionariat amb un 30% de participació cadascú, deixant La Caixa amb un 30% i a l'equip fundador amb un 10%. Aquesta acció va fer que el Grup incorporés nous segells (Proa, Pòrtic i Mina per part d'Enciclopèdia i Columna, Planeta, Destino i Timun Mas per part de Planeta). D'aquest període destaca la incorporació de Xavier Mallafré com a director general i la creació del segell "La Butxaca". El 2013 Planeta va adquirir les accions de La Caixa, i el 2014 Josep Ramoneda va substituir Castellet com a president.

## Segells editorials
El formen un total de 18 segells editorials

### En català
- Edicions 62
- Columna Edicions, principalment narrativa
- Editorial Mina, no ficció, divulgació, pràctics i actualitat
- Editorial Empúries, traduccions
- Editorial Selecta
- Edicions Proa
- Editorial Destino escriptors de renom en llengua catalana. Convocant del prestigiós Premi Josep Pla
- Editorial Pòrtic, centrada en l'assaig, no ficció, natura i guies.
- Timun Mas infantil
- Sagarmata d'autoajuda
- labutxaca, edicions de butxaca de llibres d'altres editorials del grup.
- Editorial Planeta, convocant del Premi Ramon Llull
- Salsa Books en català que publica llibres de cuina
- Destino Infantil & Juvenil publica ficció infantil i juvenil i àlbums il·lustrats
- Estrella Polar, és el segell infantil i juvenil del grup
- Educaula, dedicat a tots els llibres d'educació

### En castellà
- Ediciones Península
- El Aleph Editores
- Luciérnaga d'autoajuda i new age, en castellà
- Salsa Books en castellà, que publica llibres de cuina
- Talismán libros de novel·la rosa
- La Osa Menor, segell infantil en castellà

## Distribució

### Distribucions d'Enllaç
Comercialitza el fons català de les editorials de Grup 62 i altres editors externs, especialment distribuint a llibreries. Comercialitza els següents segells: Ajuntament de Barcelona, Amsterdam, Ara llibres, Columna Edicions, Edicions Destino (català), Destino Infantil & Juvenil (català), Diputació de Barcelona, Edicions 62, Empúries, labutxaca, Now Books, Editorial Planeta (català), Salsa Books (català), Sagarmata, Timum Mas (català), Edicions Tres i Quatre.

### Editorials d'Enllaç
Aquesta comercial distribueix els llibres de les següents editorials: Alba, El Aleph, Anagrama, Ariel, Crítica, Luciérnaga, Miraguano, Oniro, Paidós, Península, Salsa Books (castellà) i Talismán.

### Àgora, Solucions Logístiques
Unificació dels serveis logístics i administratius del Grup 62 i d'Enciclopèdia Catalana. Integra les activitats de distribució de DIGEC i Enlace i s'encarrega de la logística dels seus segells i d'altres externs.